# Marie-Paul Armand
Marie-Paul Armand (* 1946 im Département Pas-de-Calais; † Oktober 2011 ebenda) war eine französische Schriftstellerin.

## Leben
Armand stammte aus einfachen Verhältnissen. Sie wuchs in einem kleinen Dorf auf, absolvierte nahe Lille ihre Schulzeit und studierte anschließend an der Université Lille Nord de France.
Seit ihrer Kindheit verfasste Armand bereits Geschichten, doch erst 1984 konnte sie mit ihrem Roman La poussière des corons erfolgreich debütieren.
Marie-Paul Armand starb im Oktober 2011.

## Ehrungen
- 1986 Prix Claude-Farrère für ihren Roman La poussière des corons

## Werke (Auswahl)
Kinder- und Jugendliteratur
- Nicolas le panda. Champigny-sur-Marne 1983.
- Poly l'ourson. Champigny-sur-Marne 1984.
- L'été à la campagne. Champigny-sur-Marne 1985.
- Sœurs ennemies et autre nouvelles. Paris 2005.
- Mon grand-père mineur. Paris 2008.

Romane
- La poussière des corons. Roman. Presses de la Cité, Paris 1985.
- Le vent de la haine. Roman. Édition de la Seine, Paris 1987.
- Le pain rouge. Roman. Le Mans, Paris 1989.
- La courée. Paris 1992/94

1. La courée. 1992.
2. Louise. 1993.
3. Benoït. 1994.